# Principes de Santiago
Les principes de Santiago sont un ensemble de bonnes pratiques concernant les fonds souverains, définies par le FMI lors d'une réunion à Santiago en octobre 2008. Les fonds souverains sont des fonds d'investissement détenus par des États. Les problématiques qu'ils comportent sont d'ordres non seulement financiers (désinvestissement brutal dans une société sans raisons apparentes), mais aussi géopolitiques (prise de contrôle d'une société stratégique dans un objectif extra-financier).

## Définition des bonnes pratiques du FMI: les principes de Santiago
Le FMI a lancé un code de bonnes pratiques, moins contraignant qu’un code de bonne conduite, à destination des fonds souverains en octobre 2008. Ces GAPP (Generally accepted Principles and Practices) prévoient pour les fonds souverains certaines règles parmi lesquelles :
- Une analyse en profondeur des fonds d’État. Afin de mieux les comprendre, le FMI organise une veille des fonds pour mieux comprendre leurs objectifs d’investissements et leurs pratiques en matière de gestion des risques ;
- Une communication mise en place. Le FMI a organisé une table ronde de la gestion d’actifs souverains et des réserves officielles en novembre 2007. À cette table ronde se sont rendues des délégations des banques centrales, des ministères des finances et des fonds souverains de 28 pays. Cette réunion a pu établir un dialogue sur les politiques et les questions opérationnelles et institutionnelles auxquelles étaient confrontés les fonds souverains ;
- Un dialogue pérenne. Le FMI est en relation permanente avec les fonds souverains afin de connaître les pratiques actuelles et de mettre en place les meilleures pratiques en matière de normes comptables, de gouvernance ou d’éthique ;
- Une coordination avec les autres institutions internationales. Le FMI travaille en coopération avec l’OCDE (organisation de coopération et de développement économiques) et maintient des liens étroits avec la commission européenne, la Banque mondiale entre autres[2].

Le FMI a également participé à la mise en place d’un groupe de travail sur les fonds souverains, l’International Working Group (IWG) of Sovereign Wealth Funds. Composé de 26 pays membres du FMI dotés de fonds souverains, il recense l’ensemble des pratiques et principes (GAPP) que devraient suivre les fonds souverains. La réunion de l’IWG qui s’est tenue à Santiago du Chili a convenu de 24 principes, dits principes de Santiago, auxquels les fonds souverains devraient se soumettre :
- « Contribuer au maintien de la stabilité du système financier mondial et de la libre circulation des capitaux et des investissements ;
- Se conformer à toute réglementation et obligations de communication de l’information financière en vigueur dans les pays où ils investissent ;
- Réaliser leurs investissements sur la base de considérations de risque économique et financier, et de rendement ;
- Se doter de structures de gouvernance transparentes et saines permettant de disposer de mécanismes appropriés de contrôle opérationnel, de gestion des risques et de responsabilisation ; »

L’une des avancées majeures dans les principes de Santiago est d’assurer l’indépendance du fonds souverain vis-à-vis du pouvoir politique. Afin de maintenir la gestion d’actifs à l’abri des influences politiques, les principes prévoient d’établir les droits et devoirs de l’État et des gérants en permettant aux marchés financiers internationaux de suivre les stratégies des fonds souverains.
L’autre grande avancée est d’assurer une transparence des fonds souverains afin de permettre aux autres participants une meilleure appréhension des agissements des fonds d’État. Ce Principe permet à la fois de désamorcer les risques de défiance et de protectionnisme, mais également de déstabilisation du système.

## Intérêts des bonnes pratiques
Les bonnes pratiques définies par les principes de Santiago ont pour objectif de maintenir une libre circulation des capitaux investis dans le monde par les fonds souverains. En adoptant ces règles, ces derniers vont pouvoir justifier le fait qu’ils sont des investisseurs institutionnels à part entière, indépendants de toute pression politique, et qu’ils jouent le rôle d’amortisseurs en cas de crise par leurs investissements à long terme et leurs liquidités disponibles. John Lipsky, premier directeur général adjoint du FMI, a rappelé lors du séminaire de Santiago que les fonds souverains ont bien compris « qu’il est dans leur intérêt à long terme de préserver l’efficacité, l’ouverture et la liquidité des marchés ».
Les pays cibles de capitaux formulant des inquiétudes par rapport à des motivations non financières, les pays de fonds souverains ont intérêt à faire preuve de la plus grande transparence pour maintenir cette fluidité dans les transferts de capitaux. Ces bonnes pratiques serviront ainsi les nouveaux fonds souverains qui profiteront de l’expérience de ceux déjà existants.
Par ailleurs, la crise économique actuelle incite les fonds souverains à appliquer ces règles car elles les protègent également. Des principes de coordination et de coopération ont été mis en place à l’occasion du sommet du Koweït d’avril 2009 et les fonds souverains eux-mêmes ont mis en garde les gouvernements qui prennent le contrôle d’entreprises en nationalisant. Les régulations, les contrôles et les réactions protectionnistes vont créer des déficiences sur les marchés financiers.
Ce besoin de transparence peut se satisfaire de plusieurs manières. Très récemment, des fonds souverains se sont alliés pour investir dans des opérations communes. Le résultat est particulièrement encourageant, puisque ces opérations sont rendues publiques. Les deux partis y gagnent, puisque les fonds souverains mutualisent les risques d’un côté, et de l’autre, les entités cibles connaissent ces stratégies, élaborées en totale transparence. Les fonds souverains chinois, singapouriens et koweïtiens ont soutenu ensemble le rachat par le fonds BlackRock de la branche Barclays Global Investors.
D’autres fonds ont signé des alliances avec des groupes privés. C’est le cas de Mubadala qui a établi un accord avec le conglomérat General Electric afin d’investir dans les secteurs comme la finance, l’aviation ou les énergies propres. Le fonds d’Abu Dhabi a également créé une coentreprise en partenariat avec Veolia Eau pour la production et le retraitement des eaux au Moyen-Orient et en Afrique.